# Ōita Trinita
Ōita Trinita (jap. 大分トリニータ, Ōita torinīta) ist ein japanischer Fußballverein aus Ōita, einer Stadt in der gleichnamigen Präfektur Ōita. Aktuell spielt der Verein in der zweiten japanischen Liga, der J2 League.
Der Beiname kommt aus dem italienischen und bedeutet „Dreifaltigkeit“. Auch kann es als Kombination des englischen Wortes „trinity“ und dem Stadtnamen Ōita verstanden werden. Mit der Dreifaltigkeit soll die Unterstützung des Vereins durch Fans, Unternehmen und kommunaler Regierung symbolisiert werden und, wie die meisten Vereinsnamen der Liga, einen europäischen Klang besitzen.

## Geschichte

Ehemaliges Vereinslogo von Ōita Trinita

Auf Betreiben einiger mittelständischer Unternehmen im Raum Nord-Kyushu wurde 1994 der Ōita FC gegründet, um auf die kurz zuvor ins Leben gerufene J. League und den dadurch ausgelösten Fußball-Boom zu reagieren. Bereits im ersten Jahr gewinnt Oita die unterklassige Regionalmeisterschaft und steigt in die Regionalliga auf.
Bereits in den beiden folgenden Spielzeiten gewinnt der Aufsteiger die Meisterschaft der Insel Kyushu und den ersten landesweiten Titel als Meister aller Regionalligen. Somit darf Trinita zur Saison 1997 in der damals zweithöchsten Spielklasse, der Japan Football League, spielen und hält sich in der Klasse.
Mit Einführung der zweiklassigen Struktur der J. League 1999, gründete sich der Verein als Ōita Trinita neu. Auf die Einführung eines Maskottchens verzichtete man zu dem Zeitpunkt noch.
Den direkten Aufstieg in die oberste Spielklasse verpasst Ōita Trinita um einen Punkt, hinter Kawasaki Frontale und dem FC Tokyo. Die beiden folgenden Spielzeiten verfehlte der Verein ebenfalls nur knapp den Aufstieg. Erst in der Saison 2002, mit dem Einzug ins neue WM-Stadion „Big Eye“, gelang der Aufstieg mit sieben Punkten Vorsprung vor dem Zweitplatzierten Cerezo Osaka.
Mit Etablierung im mittleren Tabellenfeld in den folgenden Spielzeiten, wurde 2008 das Maskottchen des Vereins vorgestellt.
Die Saison beendete Trinita auf dem 4. Tabellenplatz, verließ aber das Oberhaus zur Saison 2010 als Vorletzter und stieg somit zum ersten Mal in der Vereinsgeschichte ab.
Nach drei Jahren in der J. League Division 2 gelang Ōita Trinita 2012 der erneute Aufstieg. Die Erstklassigkeit sollte jedoch nur ein kurzes Gastspiel bleiben, da der Aufsteiger als Tabellenletzter den sofortigen Wiederabstieg hinnehmen musste. Die Zweitligasaison 2014 schloss man auf dem 7. Tabellenplatz ab. Ein Jahr später wurde das Team aus Nord-Kyushu allerdings nur noch Vorletzter und unterlag im Relegationsspiel gegen Machida Zelvia, was den Abstieg in die J3 League bedeutete. Am Ende der Saison 2016 kehrte die Mannschaft jedoch als Meister in die J2 League zurück.
Auch wenn die Heimatstadt Ōita ist, erfährt das Team Unterstützung aus Beppu, Saiki und anderen Städten der Präfektur Ōita. Es ist einer der jüngsten Vereine in der japanischen Profiliga.

## Erfolge
- J2 League

Meister: 2002
Vizemeister: 2018
- J3 League

Meister 2016
- J. League Cup

Sieger: 2008
- Suruga Bank Championship

2. Platz: 2009

## Stadion

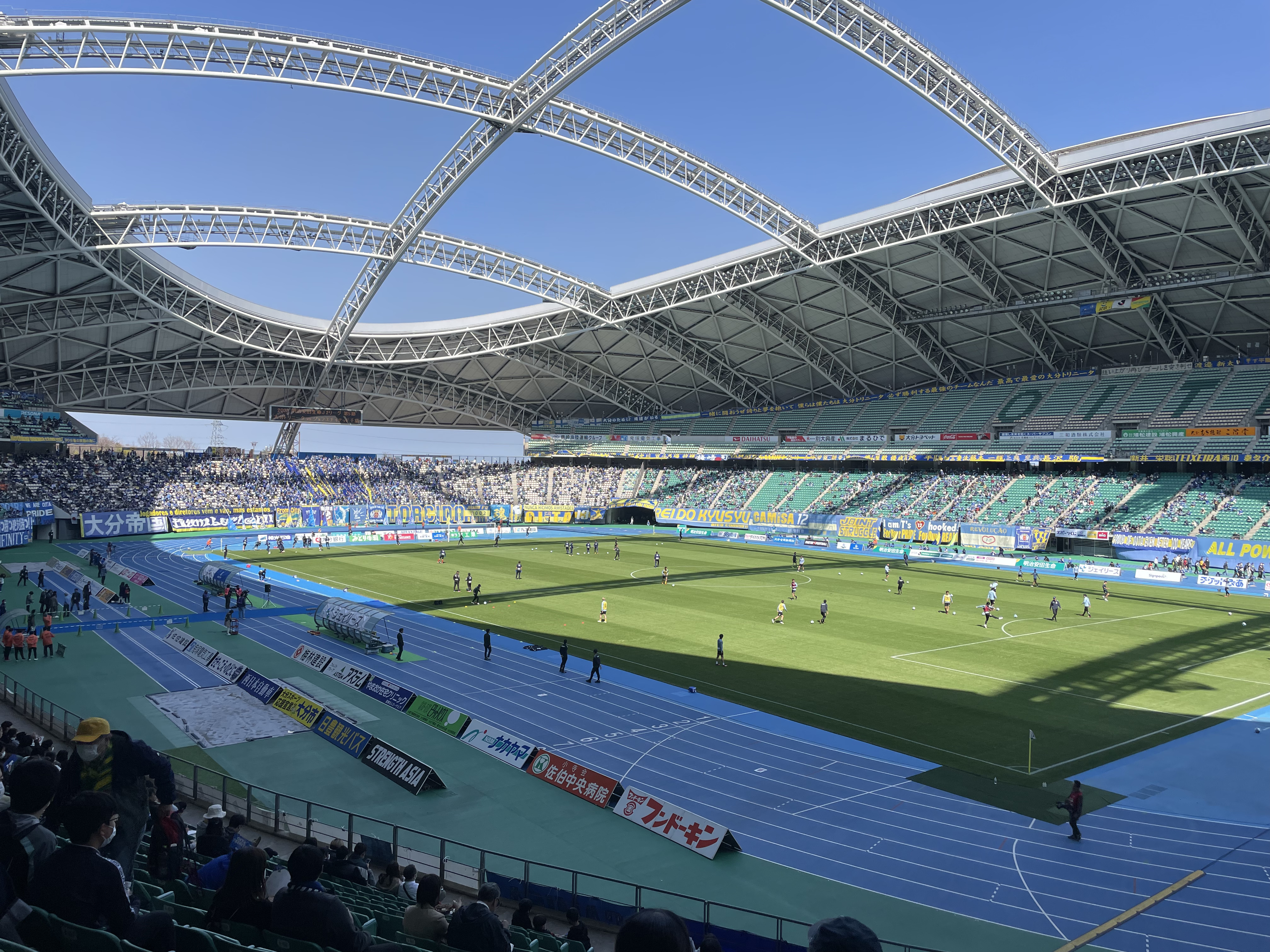
Crasus Dome Oita (2023)

Der Verein trägt seine Heimspiele im Crasus Dome Oita in Ōita in der gleichnamigen Präfektur Ōita aus. Das Stadion auf der Insel Kyūshū hat ein Fassungsvermögen von 40.000 Zuschauern. Der Eigentümer des im Mai 2001 eröffneten Stadions ist die Präfektur Ōita.
Koordinaten: 33° 12′ 1″ N, 131° 39′ 26″ O

## Spieler
Stand: April 2025
| Nr. |           | Position | Name             |
| --- | --------- | -------- | ---------------- |
| 2   | Japan     | AB       | Yūki Kagawa      |
| 3   | Brasilien | AB       | Derlan           |
| 4   | Japan     | AB       | Atsuki Satsukawa |
| 5   | Japan     | MF       | Hiroto Nakagawa  |
| 9   | Japan     | ST       | Kōtarō Arima     |
| 10  | Japan     | MF       | Naoki Nomura     |
| 13  | Japan     | ST       | Kōhei Isa        |
| 14  | Japan     | MF       | Ren Ikeda        |
| 15  | Japan     | ST       | Yūsei Yashiki    |
| 16  | Japan     | MF       | Taira Shige      |
| 18  | Japan     | MF       | Junya Nodake     |
| 19  | Japan     | MF       | Arata Kozakai    |
| 20  | Japan     | ST       | Taiga Kimoto     |
| 21  | Japan     | ST       | Shun Ayukawa     |
| 22  | Korea Sud | TW       | Mun Kyung-gun    |
| 24  | Japan     | TW       | Shun Satō        |

| Nr. |           | Position | Name             |
| --- | --------- | -------- | ---------------- |
| 25  | Japan     | MF       | Keigo Sakakibara |
| 27  | Japan     | AB       | Yūsuke Matsuo    |
| 28  | Japan     | MF       | Hiroshi Kiyotake |
| 29  | Japan     | ST       | Shin’ya Utsumoto |
| 30  | Japan     | AB       | Issei Tone       |
| 31  | Brasilien | AB       | Pereira          |
| 32  | Japan     | TW       | Taro Hamada      |
| 33  | Japan     | AB       | Ayuki Miyakawa   |
| 34  | Japan     | AB       | Yūdai Fujiwara   |
| 35  | Japan     | MF       | Josei Sato       |
| 36  | Japan     | MF       | Hayato Matsuoka  |
| 38  | Japan     | MF       | Taiki Amagasa    |
| 39  | Japan     | ST       | Shuto Udo        |
| 40  | Japan     | TW       | Hiroto Kono      |
| 41  | Korea Sud | ST       | Kim Hyun-woo     |
| 44  | Japan     | AB       | Manato Yoshida   |

## Trainer
| Trainer             | Nation             | von               | bis               |
| ------------------- | ------------------ | ----------------- | ----------------- |
| Moon Jung-sik       | Südkorea           | 1. Februar 1994   | 31. Januar 1997   |
| Nobuhiro Ishizaki   | Japan              | 1. Februar 1999   | 30. April 2001    |
| Shinji Kobayashi    | Japan              | 1. Mai 2001       | 31. Januar 2004   |
| Han Berger          | Niederlande        | 1. Februar 2004   | 31. Januar 2005   |
| Hwangbo Kwan        | Südkorea           | 1. Februar 2005   | 28. August 2005   |
| Arie Schans         | Niederlande        | 1. September 2005 | 8. September 2005 |
| Péricles Chamusca   | Brasilien          | 9. September 2005 | 13. Juli 2009     |
| Ranko Popovic       | Serbien Österreich | 1. August 2009    | 31. Dezember 2009 |
| Hwangbo Kwan        | Südkorea           | 1. Februar 2010   | 31. Januar 2011   |
| Kazuaki Tasaka      | Japan              | 1. Februar 2011   | 2. Juni 2015      |
| Nobuaki Yanagida    | Japan              | 1. Juni 2015      | 3. Januar 2016    |
| Tomohiro Katanosaka | Japan              | 1. Februar 2016   | 31. Januar 2022   |
| Takahiro Shimotaira | Japan              | 1. Februar 2022   | 31. Januar 2024   |
| Tomohiro Katanosaka | Japan              | 1. Februar 2024   | heute             |

## Saisonplatzierung
| Saison | Liga | Teams | Pos.  | Zuschauer | J. League Cup      | Kaiserpokal   |
| ------ | ---- | ----- | ----- | --------- | ------------------ | ------------- |
| 1999   | J2   | 10    | 3.    | 3.995     | 2. Runde           | 3. Runde      |
| 2000   | J2   | 11    | 3.    | 5.241     | 1. Runde           | 3. Runde      |
| 2001   | J2   | 12    | 6.    | 6.589     | 2. Runde           | 3. Runde      |
| 2002   | J2   | 12    | 1. ▲  | 9.924     | -                  | 4. Runde      |
| 2003   | J1   | 16    | 14.   | 16.636    | Gruppenphase       | 3. Runde      |
| 2004   | J1   | 16    | 13.   | 17.691    | Gruppenphase       | 5. Runde      |
| 2005   | J1   | 18    | 11.   | 18.334    | Gruppenphase       | 5. Runde      |
| 2006   | J1   | 18    | 8.    | 17.477    | Gruppenphase       | 5. Runde      |
| 2007   | J1   | 18    | 4.    | 16.955    | Gruppenphase       | 5. Runde      |
| 2008   | J1   | 18    | 4.    | 18.441    | Sieger             | 4. Runde      |
| 2009   | J1   | 18    | 17. ▼ | 17.791    | Gruppenphase       | 3. Runde      |
| 2010   | J2   | 19    | 15.   | 8.572     | Gruppenphase       | 3. Runde      |
| 2011   | J2   | 20    | 12.   | 7.310     | -                  | 3. Runde      |
| 2012   | J2   | 22    | 6. ▲  | 8.141     | -                  | 2. Runde      |
| 2013   | J1   | 18    | 18. ▼ | 13.179    | Gruppenphase       | Viertelfinale |
| 2014   | J2   | 22    | 7.    | 7.405     | -                  | 3. Runde      |
| 2015   | J2   | 22    | 21. ▼ | 7.048     | -                  | 3. Runde      |
| 2016   | J3   | 26    | 1. ▲  | 5.333     | -                  | 2. Runde      |
| 2017   | J2   | 22    | 9.    | 7.307     | -                  | 3. Runde      |
| 2018   | J2   | 22    | 2. ▲  | 8.287     | -                  | -             |
| 2019   | J1   | 18    | 9.    | 16.242    | Gruppenphase       | Viertelfinale |
| 2020   | J1   | 18    | 11.   | 5.151     | Gruppenphase       | -             |
| 2021   | J1   | 20    | 18. ▼ | 6.542     | Gruppenphase       | Finale        |
| 2022   | J2   | 22    | 5.    | 6.618     | Gruppenphase       | 3. Runde      |
| 2023   | J2   | 22    | 9.    | 9.202     | -                  | 2. Runde      |
| 2024   | J2   | 20    | 16.   | 10.360    | 1. Runde (Runde 1) | Achtelfinale  |
| 2025   | J2   | 20    |       |           |                    |               |